# Arnold Wolfendale

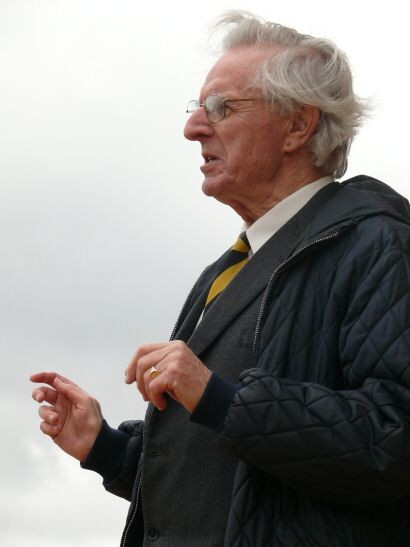
Arnold Wolfendale (2008)

Sir Arnold Whittaker Wolfendale (* 25. Juni 1927 in Rugby, Warwickshire; † 21. Dezember 2020) war ein britischer Physiker und Astronom.

## Leben
Wolfendale wuchs in Flixton bei Manchester auf und wollte erst Schiffskonstrukteur werden, studierte dann aber Physik an der University of Manchester, wo er 1948 einen Bachelorabschluss erhielt und 1953 promovierte (The nuclear interaction of mu-mesons). In Manchester gehörte er zur Gruppe von Patrick Maynard Stuart Blackett, war dessen Assistent und wurde Lecturer. Ab 1956 war er an der Durham University, wohin er George Dixon Rochester folgte, der Blacketts Nachfolger in Manchester war. In Durham war er 1965 bis zur Emeritierung 1992 Professor für Physik. Er etablierte dort auch eine Kosmologie-Gruppe – unter anderem mit Richard Ellis und George Efstathiou als Mitglieder – und andere Bereiche der Astronomie wie aktiver Optik.
1970 erhielt er einen D.Sc. Von 1991 bis 1995 war er Astronomer Royal. Er war Fellow der Royal Society (1977) und der Royal Astronomical Society (1973), deren Präsident er war. 2002 hielt er die Bakerian Lecture. 1995 wurde er als Knight Bachelor geadelt. Seit 1998 war er Mitglied der Academia Europaea. Er war Ehrendoktor der Universität Bukarest und Mitglied der Bulgarischen Akademie der Wissenschaften sowie der Polnischen Akademie der Gelehrsamkeit in Krakau. Von 1999 bis 2001 war er Präsident der European Physical Society. 1992 erhielt er die Marian-Smoluchowski-Medaille.
Er widmete sich nach der Lektüre des Buchs Longitude von Dava Sobel der Aufgabe, John Harrison in England zu ehren, sorgte für eine Medaille der Worshipful Company of Clockmakers in seinem Andenken und für eine Plakette in Westminster Abbey nahe denen von Thomas Tompion und George Graham, wofür er 30.000 Pfund sammelte.
Er war von 1951 bis zum Tod der Frau im Jahr 2007 mit Audrey Darby verheiratet. Das Paar hatte zwei Zwillingskinder. 2015 heiratete er in zweiter Ehe die Anthropologin Dorothy Middleton.

### Forschung
Er ist bekannt für Beiträge zur Kosmischen Höhenstrahlung und den Spektren der darin vorhandenen Myonen, Protonen, Neutronen, Neutrinos und Pionen. Ihm gelang der Nachweis von Neutrinos in der Höhenstrahlung (veröffentlicht zwei Wochen vor Frederick Reines 1965), mit Experimenten in den Goldbergwerken von Kolar in Indien, und die Vermessung des primären Spektrums der Höhenstrahlung oberhalb der Atmosphäre. Er entwickelte die Neon flash tube und den Solid iron Spektrographen, die in Experimenten unter anderem bei kosmischer Höhenstrahlung weite Verbreitung fanden. Später befasste er sich mit dem Ursprung der kosmischen Höhenstrahlung, was ihn zur Astronomie führte und zur Gammastrahlen-Astronomie.
Seine Forschung zur kosmischen Höhenstrahlung führte zu einer Neubewertung der Verteilung von Gaswolken in der Galaxie. Die bis dahin angenommene Gasverteilung im Innern der Galaxie war, wie sich aus den Daten der kosmischen Höhenstrahlung ergab, um einen Faktor drei zu hoch angesetzt. Auch die Theorie des Massenaussterbens aufgrund Schwankungen der Lage des Sonnensystems zur galaktischen Ebene – mit erhöhter Kometenzahl aufgrund von Störungen der Oortschen Wolke durch Gaswolken – konnte so widerlegt werden, da die in Frage kommenden Gaswolken nach den Daten der kosmischen Höhenstrahlung nicht dicht genug waren.